# Kiluan Negeri
Kiluan Negeri is een bestuurslaag in het regentschap Tanggamus van de provincie Lampung, Indonesië. Kiluan Negeri telt 1329 inwoners (volkstelling 2010).